# أمارلس
الأمارلّس أو الأمارليس أو الأماريلّس أو الأمَرلِمِّس أو الأمريللس أو الشُّبَيْك (الاسم العلمي: Amaryllis) هو جنس نباتي من أبصال الزينة المزهرة يتبع الفصيلة النرجسية من رتبة الهليونيات.

## الأنواع
له نوعان أكثر شهرة هما أمارلس ست الحسن (الاسم العلمي: Amaryllis belladonna) وموطنه الأصلي جنوب إفريقيا، وبخاصةٍ في المنطقة الجبلية الجنوبية الغربية بجانب الكيب والأمارلس الفردوسي (الاسم العلمي: Amaryllis paradisicola). ولسنواتٍ عدة كان هناك خلط بين علماء النبات حول الاسمين الأصليين للنرجس الأمارلس (Amaryllis) ونجمة الفارس، والذي من بين نتائجه أن الاسم الأكثر شيوعا «الأمارلس» يستخدم بشكلٍ أساسي لوصف المستنبت من جنس نجمة الفارس ، والذي يباع بكثرة في شهور الشتاء لقدرتها على الازدهار في الداخل. والنباتات من جنس نرجس البلادونا معروفة باسم زنبق البلادونا أو زنبق جيرسي أو السيدة المكشوفة أو أماريلو أو كما في جنوب إفريقيا زنبق مارس. وهذا واحد من العديد من الأجناس ذات اسم «الزنبق» (lily) الشائع، بسبب شكل زهرتها وعادة نموها. ومع ذلك، فهي مرتبطة بشكل بعيد فقط بالزنبق الحقيقي، الزنبق (Lilium). وقد حازت البلادونا أ من المجتمع البستاني الملكي على جائزة الاستحقاق للحدائق.

## الخصائص

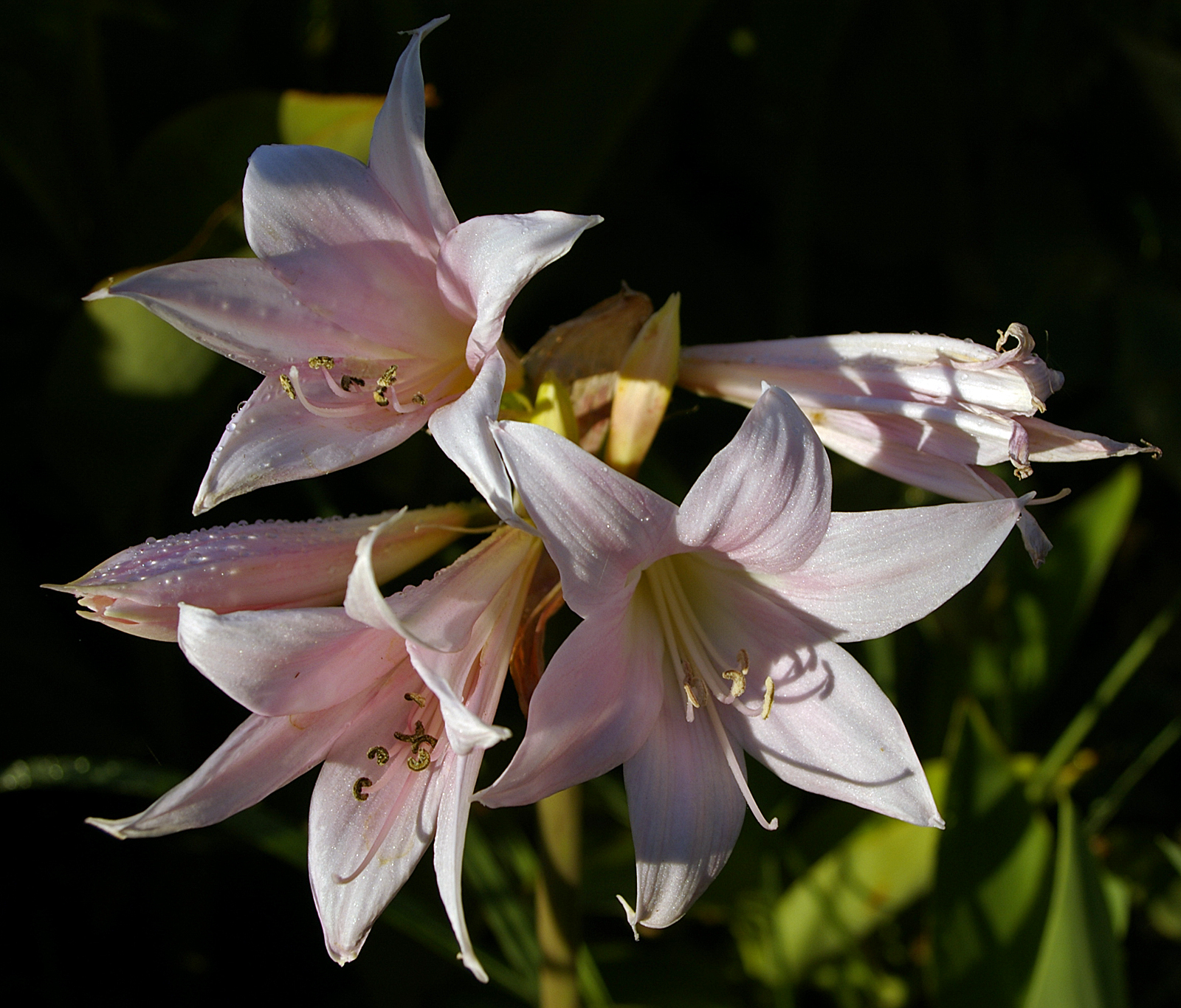
أزهار أمارلس ست الحسن

النرجس هو نبات بصلــي، حيث تكون كل بصلة قطرها 5–10 سم. ولها العديد من أوراق خضراء حزمية الشكل، بطول 30–50 سم، وعرض 2–3 سم، مُرَتّبة في صفين. يتم إنتاج الأوراق في الخريف أو أوائل الربيع في الأجواء الدافئة اعتمادًا على بداية الأمطار وتموت أخيرًا في أواخر الربيع. وتبقى بعدئذ البصلة في حالة سبات حتى أواخر الصيف. والنبات غير محتمل للصقيع، ولا يكون بحالةٍ جيدة في البيئات الاستوائية كذلك، بما أنه يتطلب فترة راحة جافة بين نمو الأوراق وإنتاج عنقود الزهرة.
وتنتج كل بصلة من الأراضي الجافة في أواخر الصيف (أغسطس في المنطقة 7) ساقًا أو اثنتين من النبات غير المورق بطول 30–60 سم، كل منهما يحمل مجموعة من 2 إلى 12 زهرة قمعية الشكل على أطرافها العليا. وتكون كل زهرة بقطر 6–10 سم، بست أوراق زهرية (ثلاثة كؤوس خارجية، وثلاث بتلات داخلية، متشابهة في الشكل جميعها). واللون الاعتيادي هو الأبيض بعروقٍ قرمزية، ولكن الزهري أو الأرجواني أيضًا متوفران طبيعيًا. ويشتق الاسم العامي «السيدة المكشوفة» من نمط النبات في الإزهار عندما تموت الأوراق.

## التهجين
تم إدخال الأنواع إلى الزراعة في بدايات القرن الثامن عشر. ويتكاثر النبات ببطءٍ، إما عن طريق انقسام البصلة أو الحبوب، وقد تجنس تدريجيًا من الزراعة في المناطق المدنيّة والسكنيّة خلال المناطق الأقل ارتفاعًا والساحلية كذلك على معظم الساحل الغربي للولايات المتحدة الأمريكية (USA)، بما أن هذه البيئات تماثل بيئة النبات الأصلية (الفنبوس) في جنوب أفريقيا.
وهناك «هجين نرجس البلادونا» الذي تم توليده في القرن التاسع عشر. ولا أحد يعرف النوع بعينه الذي تم خلطه معها لينتج عنها تباينات اللون الأبيض والكريمي والخوخي والأحمر الأرجواني والمسحات الشبيهة بالأحمر. وتم خلط الهجين مجددًا مع أصله نرجس البلادونا ومع بعضه البعض لينتجوا خلطات طبيعية حاملة للحبوب، والتي تأتي في تشكيلةٍ واسعة من أحجام، وأشكال وأطوال الأزهار، ودرجات حدة اللون الزهري. والأنواع البيضاء تمامًا بالأفرع الخضراء يتم توليدها كذلك. وتتباين الهجينة بوضوح في أن للعديد من درجات الزهري خطوطًا وعروقًا وأطرافًا غامقة وأوساطًا بيضاء وأوساطًا صفراء فاتحة كذلك، مما يميزهم عن الزهري الفاتح الأصلي. وبالإضافة إلى ذلك، فإن الهجينة عادة ما تنتج أزهارًا في دائرةٍ أكمل، بدلاً من العادة في الأزهار «المواجهة للجانب» مثل ما في الزهري «التقليدي». ويمكن أن تتكيف الهجينة على الري طوال العام والتسميد، ويمكنها كذلك أن تتحمل حالات الصيف الجاف بالكامل إذا احتاجت لذلك.[بحاجة لمصدر]
وقد تم خلط أمارلس البلادونا في الزراعة مع زنبقية موري (Crinum moorei) لينتجوا هجينًا مسمى × Amarcrinum ‏, والذي له أصناف مسماة. ويقال إن الهجينة بين نرجس البلادونا وBrunsvigia josephinae تم تسميته × Amarygia، ولا يُقبل أي الاسمين من قبل القائمة المرجعية العالمية للفصائل النباتية المختارة

### إشكالية الأسم
الاسم النرجس (Amaryllis) أُخذ من راعية للغنم في الشعر الرعوي لـفيرجل (Virgil) المسمى "إكلوجز"، من اليونانية ἀμαρύσσω (باللاتينية amarysso) بمعنى «أن تتألق». وكان تصنيف الجنس محلاً للجدل. ابتكر في 1753 كارولوس لينيوس (Carl Linnaeus) الاسم نرجس البلادونا، من النوع الرئيسي لجنس النرجس (Amaryllis). في ذلك الوقت تم وضع كل من نباتات جنوب إفريقيا وجنوب أمريكا في نفس الجنس؛ ومن ثم تم فصلهم في أجناسٍ مختلفة. والسؤال الأساسي هو هل نوع لينيوس كان نباتًا جنوب إفريقي أم جنوب أمريكي. فإذا كان الأخير صحيحًا، فإن اسم النرجس سيكون هو الاسم الصحيح لجنسٍ نجمة الفارس، واسمًا آخر يجب استخدامه للجنس المشروح هنا. قام آلان دبليو مييرو (Alan W. Meerow) بتلخيص موجز للمناظرة، التي تمت من 1938 إلى ما بعد ذلك وتضمنت علماء نبات من جانبي المحيط الأطلسي. والناتج كان قرارًا من قِبَل الكونغرس النباتي الدولي الرابع عشر في 1987 بأن النرجس ل. يجب أن يكون الاسم المصون (بمعنى أنه صحيح بغض النظر عن الأولوية) وفي النهاية قاموا بوضع عينة من نرجس البلادونا الجنوب إفريقي من معشبة كليفورد في المتحف البريطاني.
بالرغم من أن قرار 1987 وضع إجابة للسؤال حول الاسم العلمي للجنس، فإن الاسم الشائع «النرجس» (amaryllis) ما زال قيد استخدام مُغاير. البصل المبيع كنرجس ويوصف بأنه «جاهز للتفتح على الأعياد» ينتمي إلى الجنس الحليف نجمة الفارس. والاسم الشائع «السيدة المكشوفة» المستخدم للـنرجس يتم استخدامه كذلك لوصف البصليات الأخرى ذات نمط النمو والتزهير المماثلين؛ بعضهم لهم اسمهم المقبول الشائع الاستخدام، مثل زنبقة البعث (Lycoris squamigera).